# Джованні Маттео Азола
Джова́нні Матте́о (Джанматте́о) Азо́ла (італ. Giovanni Matteo (Giammateo) Asola, також Asula та Asulae; 1524, Верона — 1 жовтня 1609, Венеція) — італійський композитор пізнього Відродження, представник Венеційської школи, капельмейстер. Був плідним автором у царині сакральної музики; відрізнявся від інших представників школи більшою консервативністю стилю; проте був одним з перших композиторів, що почали застосовувати у своїх творах basso continuo.

## Біографія
Джованні Маттео Азола народився у Вероні, рік народження в різних джерелах вказується неоднаковий: 1524, 1532. У юному віці ступив до конгрегації Канонічі Реголарі ді Сан Джорджо при старовинному бенедиктинському монастирі на острові Сан Джорджо ін Алґа у Венеційський лагуні. Мав там за praeceptor musicae (наставника у мистецтві музики) каноніка Ансельма ді Ніґріса, у Вероні — пріора Сан Анджело ін Монте, що випливає з подячного свідчення самого Азоли у присвяті до Lamentationes (1588), пізніше, його dottissimo precettore (високоосвіченішим наставником) був Вінченцо Руффо (як він пише у присвяті до першої книги мес на чотири рівні голоси, 1574), певно у той період, коли останні були у Вероні капельмейстерами собору та Філармонічної Академії (близько 1550–1563). Отже на його формування відчутно вплинуло освічене та витончене веронське музичне оточення; що підтверджується також й іншими присвятами композитора веронським діячам (наприклад, каноніку П'єру Франческо Дзіні, протоієрею церкви Сан Стефано
У 1569 році Азола вийшов з Конгрегації, не бажаючи підлягати обмеженням у зайняттях, що їх запровадив для ченців папа Пій V. Він став білим священником, а з Конгрегацією залишився у сердечних дружніх стосунках, що підтверджується присвятами його творів членам ордену.
26 листопада 1577 року працював капельмейстером у Кафедральному соборі Тревізо, де залишався до листопада наступного року, в хоча й 29 квітня 1578 року був обраний капельмейстером кафедрального собору Віченци. Тут залишався до 14 травня 1582 року, коли, з нез'ясованих причин, капітул каноніків одностайно проголосував quod amplius non confirmetur, через що переїхав до Венеції.
Тут став парафіяльним капеланом церкви Сан Северо (залежної від церкви Сан Лоренцо), де мав колегою Джозеффо Царліно. На цій посаді перебував до кінця життя, за винятком короткого періоду у Вероні як маестро співу в Послушницьких школах (Scuole accolitali) та капельмейстер собору (19 березня 1590 — червень 1591).
Помер у Сан Северо у Венеції 1 жовтня 1609 року і був похований у церкві Сан Лоренцо.

## Музика та впливи
Творчий доробок Маттео Азоли доволі великий, і він майже цілком вкладається у межі його релігійної діяльності; це музика, що вливається у різноманітні форми католицького богослужіння, визначається змістом молитви та її місцем у літургійному дійстві.
Азола був одним з небагатьох композиторів, що жили у Венеції і майже не відчули на собі впливу стилю венеційської школи; більшість його праць написані радше у стилі Палестріни, у манері притаманній римській композиторській школі. Проте, не зважаючи на певну консервативність його як композитора, у своїх останніх творах він використовує basso continuo (він є одним з перших композиторів, що почали це робити).
Єдиною особливістю, що він запозичив у венеційців, були cori spezzati, просторово розподілені групи співаків; хоча в той час такий музичний стиль вже був широко розповсюджений у північній Італії і не був виключною ознакою венеційців. Техніка cori spezzati зокрема з'являється в месі на вісім голосів (1588). В інших його композиціях для подвійного хору, об'єднаного або розділеного, відчувається Венеційський поліхоральний стиль, що його культивували Адріан Вілларт, Клаудіо Меруло, Андреа та Джованні Ґабріелі.
Серед його численних праць є багато мес, включаючи реквієм; псалми, ламентації, вечерні, антифони, sacrae cantiones (священні піснеспіви), та багато інших сакральних творів.
На додаток він писав світську музику, включаючи чотири книги мадригалів (як і одну книгу духовних мадригалів, що втрачена). Одна з цих книг є незвичною, оскільки складається з канонів усього для двох голосів (більшість тогочасних мадригалів складалися щонайменше для чотирьох голосів і рідко використовували строгий контрапункт.
Азола також випустив друком збірку композицій для органа.

## Твори
- Інтроіти:
  - Introitus et Alleluia Missarum omnium maiorum Solemnitatum totius anni musica super cantu plano cum quatuor vocibus,Венеція 1565
  - Introitus Missarum omnium maiorum Solemnitatum totius anni, & Alleluia, ac musica super cantu piano. Брешія 1583
  - Introitus in Dominicis diebuset Asperges me, Vidi aquam. Musica super cantu plano restituto quatuor vocwn, Венеція 1598
  - In omnibus totius anni Solemnitatibus, Introitus et Alleluia ad Missalis Romani formam ordinati. Musica super cantu plano restituto quatuor vocum Венеція 1598
- Меси на шість голосів:
  - Missae tres senis vocibus decantand, ae quarum nomina sunt Primi Toni, Andreas Christi famulus, Escoutez. Liber Secundus, Венеція 1570
  - Missae tres sacraque ex canticis canticorum cantio senis vocibus, Венеція 1591
  - Missae tres, quattuorque sacrae cantiones VI voc. Liber Tertius,Венеція 1602
- Меси на вісім голосів:
  - Missae tres octonis vocibus Liber Primus, Венеція 1588
  - Liber Secundus Missas tres, duasque sacras cantiones continens octonis vocibus, Венеція 1588
- Мотети:
  - Divinae Dei laudes binis vocibus concinendae, Венеція 1602, перше видання Венеція 1588
  - Sacrae cantiones in totius anni solemnitatibus paribus quaternis vocibus decantandac, Венеція 1587
  - Sacrosanctae Dei laudes octonis vocibus infractis decantandae,Венеція 1600 (з партією Basso continuo: Gli bassi delli Mottetti a Otto Voci.. uniti insieme et stampati per commodità delli Organisti (об'єднані разом та надруковані задля зручності органістів)).
- Псалми у терцію:
  - Psalmi ad Tertiam secundum usum S. Romanae Ecclesiae cum Hymno Te Deum laudamus. Chorus Primus; Quatuor Vocibus… Extat etiam Chorus secundus ad pares voces canendus, Venezia 1586
- Вечерні на п'ять голосів:
  - Sacra omnium Solemnitatum psalmodia vespertina V vocibus, Венеція 1592
- Вечерні на шість голосів:
  - Vespertina maiorum Solemnitatum psalmodia senis vocibus decantanda, canticaque duo B. Virginis, unum primi toni integrum, alterum verum sexti toni pro commoditate cantorum in versiculos divisum,Венеція 1576
  - Sacra omnium Solemnitatum vespertina psalmodia cum B. Virginis cantico alternis versiculis concinenda VI vocibus, Венеція 1593
  - Nova omnium Solemnitatum vespertina psalmodia senis vocibus canenda, Венеція 1599
  - Psalmi ad vespertinas omnium Solemnitatum horas. Una cum cantico B. Virginis Salve Regina & Regina Coeli. Omnia ternis vocibus canenda. Primus Chorus,Венеція 1597
  - Cantus (Tenor, Bassus) Secundi Chori Vespertinae omnium Solemnitatum psalmodiae vocibus ternis paribus canendae, Венеція 1599
- Вечерні на вісім голосів:
  - Psalmodia ad Vespertinas omnium Solemnitatum horas octonis vocibus infractis decantanda: canticaque duo B. Virginis Mariae, unum primi toni integrum, alterum quinti toni in versiculos divisum,Венеція 1574
  - Vespertina omnium Solemnitatum Psalmodia, iuxta Decreturn Sacrosancti Tridentini Conciij, duoque B. Virginis cantica, primi toni. Cum quatuor vocibus. Primus Chorus. Extat etiam Secundus Chorus, ad pares voces concinendus,Венеція 1578
  - Secundus Chorus vespertinae omnium Solemnitatum psalmodiae… vocibus paribus quatuor concinendus,Венеція 1578
  - Nova vespertina omnium Solemnitatum psalmodia, cum cantico Beatae Virginis. Octonis vocibus, Венеція 1587 (з Basso continuo 1604)
- Вечерні на дванадцять голосів:
  - Vespertina omnium Solemnitatum psalmodia, Canticum B. Virginis duplici modulatione primi videlicet, & octavi toni. Salve Reffina, Missa et quinque divinae laudes. Omnia duodenis vocibus, terms varzata choris, ac omni instrumentorum genere modulanda, Венеція 1590
- Гімни:
  - Hymni ad vespertinas omnium solemnitatum horas decantandi ad Breviarii cantique plani formam restituti. Pars Prima ab Adventu usque ad Festum SS. Trinitatis quatuor vocibus,Венеція 1585
  - Secunda Pars Himnorum Vespertinis omnium solemnitatum horis desarvientium: a festo Sanctissimae Trinitatis usaue ad Adventum. Accedunt etiam hi qui in Commune Sanctorum concinuntur. Quatuor vocibus, Венеція 1585
  - Hymnodia Vespertina in maioribus anni solemnitatibus VIII voc.,Венеція 1602 (з Basso continuo: Organicus Hymnodiae Vespertinae 8 voc.)
- Повечір'я на три голоси:
  - Completorium romanum, primus et secundus chorus. Alma Redemptoris, Ave Regina coelorum, omnia ternis vocibus, Венеція 1598
- Повечір'я на шість голосів:
  - Completorium per totum annum quatuorque illae B. Virginis Antiphonae, quae in fine pro anni tempore secundum Romanam Curiam decantantur. Cum sex vocibm,Венеція 1573
- Повечір'я на вісім голосів:
  - Completorium Romanum Duae B. Virginis Antiphonae, scilicet Salve Regina, & Regina Coeli. Quatuorque alia motetta. Musica octonis vocibus infractis decantanda, Венеція 1575
  - Duplex Completorium Romanum, unum communibus, alterum vero paribus vocibus decantandum, quibus etiam adiunximus quatuor illas Antiphonas quae pro temporum varietate in fine Officii ad honorem B. Virginis modulantur. Chorus Primus cum quatuor vocibus,Венеція 1583
  - Secundus Chorus duplicis Completorii Romani, quorum primum paribus, alterum vero communibus decantatur vocibus. Quatuorque illae B. Virginis Antiphonae quae pro temporum varietate in fine officii dicuntur. Paribus vocibus, Венеція 1587
- Повечір'я на дванадцять голосів:
  - Completorium Romanum beataeque Virginìs Mariae laudes XII vocibus, Венеція 1599
- Falsi Bordoni per cantar Salmi, in quatro ordini divisi, sopra gli Otto Tuoni Ecclesiastici… & alcuni di M. Vincenzo Ruffo. Et anco per cantar gli Hymni secondo il suo canto fermo. A quatro voci,Венеція 1575 (пізніше збільшена: Falsi Bordoni per cantar Salmi in quatro ordini divisi, sopra gli tuoni ecclesiastici, et anco per cantar lì Inni secondo il suo Canto fermo, in miglior forma ampliati, & ristampati. Aggiontovi ancora il modo di cantar Letanie communi, & della B. Vergine, Et Lauda Sion Salvatorem, per cantar nelle processioni del Santissimo Sacramento, con alcuni versi a choro spezzato. A quatro voci,Венеція 1587)
- Богослужіння на Страсну Седмицю:
  - Prima pars musices continens Officium Haebdomadae Sanctae, videlicet Benedictionen: Palmarum, & alia Missarum: Solemnia, quas Sancta Romana observat Ecclesia. Cum quatuor vocibus,Венеція 1583
  - In Passionibus Quatuor Evangelistarum Christi locutio, cum tribus vocibus,Венеція 1583
  - Secunda pars continens Officium Hebdomadae Sanctae, idest Lamentationes, Responsoria, et alia quae in officiis matutinalibus, ac in processione Feriae sextae concinuntur. Cum quatuor vocibus, Венеція 1584
  - Cantus (Altus, Tenor, Bassus) Secundi Chori, quibusdani respondens Cantilenis, quae in secunda parte musices Maioris Hebdomadae concinuntur, videlicet Cantico Benedictus Dominus Deus Israel, et Psalmo Miserere mei Deus, atque versiculis Heu heu Domine, in Processione Feriae sextae concinendis, Венеція 1584
  - Officium Maioris Hebdomadae, videlicet Benedictio Palmarum, atque Missarum solemnia: et quae in quatuor Evangelistarum passiones concinuntur. Quatuor paribus decantanda vocibus. Et in eisdem Passionibus, Christi locutio, ternis vocibus, Венеція 1595
  - Lamentationes, Improperia et aliae sacrae laudes, in hebdomada maiori decantandae. Tribus vocibus,Венеція 1588
  - Lamentationes Ièremiae Prophetae… nec non & Zachariae canticum B. V. Mariae Planctus senis vocibus, Венеція 1602
  - Offizio della Settimana Santa a 3 , Венеція 1595 — за свідченням Джузеппе Оттавіо Пітоні (втрачено)
- Заупокійні богослужіння:
  - Officium Defunctorum, quatuor vocibus,Венеція 1588(збільшене перевидання: Officium Psalmi et Missa Defunctorum addito Cantico Zachariae,Венеція1621).
- Мадригали:
  - Madrigali a due voci accommodati da cantar in fuga diversamente sopra una parte sola… novamente ristampati & corretti, Venezia 1587 (давніше видання 1584, фігурує у Inventarium der Gesangbücher zu St. Anna 1620 Augsburg)
  - Le Vergini a tre voci, Libro Primo Венеція 1571
  - Le Vergini a tre voci, Libro Secondo, Венеція 1587
  - Madrigali a sei voci,Венеція 1605
  - Madrigali Spirituali a 5 — за свідченням Ґардано 1591 (втрачені)
- Збірка григоріанських мелодій використовуваних органістами для узгодженого виконання з хором:
  - Canto fermo sopra Messe, Hinni, et altre cose ecclesiastiche appartenenti à Sonatori d'Organo, per giustamente rispondere al Choro… nuovamente stampato, Венеція 1592 (За Каффі існувало попереднє видання у Ґардано 1590)
- Твори у збірках)у друкованих збірках та антологіях композиції Азоли з'являлись відносно нечасто):
  - мадригал на 12 голосів у Musica de diversi autori illustri per cantar et sonar in concerti, Венеція 1584
  - духовні мадригали на 5 голосів у Musica spirituale, Венеція 1586
  - мадригал на три голоси у Fiori musicali… книга перша, Венеція 1587
  - мадригал на три голоси у Fiori musicali… книга друга, Венеція 1588
  - мотет на 5 голосів у Аґостіно Бендінеллі, Sacrarum cantionum quinis vocibus… liber secundus,Венеція 1588
  - мадригал на три голоси у Giardinetto de madrigali et canzonette a tre voci, Венеція 1588
  - псалом на 5 голосів у Liber primus Psalmorum qui in ecclesia decantantur ad Vesperas quinque vocibus, Венеція 1590
  - 2 мадригали на 2 голоси у Bicinia, sive cantiones suavissimaè duarum vocum, Антверпен 1590
  - антифон на 6 голосів у Friedrich Lindner, Magnificar… quinque et quatuor vocibus, secundum octo vulgares musicae modos, Нюрнберг 1590
  - 4 мадригали на 4 голоси в Compendium musicae, Аугуста 1591
  - 2 псалми та магніфікат у Sacra omnium Solemnitatum Psalmodia vespertina cum. Cantico B. Virginis. A diversis in arte musica praestantissimis viris notulis musicis exornata quinque vocibus. Ad celeberrimuni ac praestantissimun: in arte musica coryphaeum D. Io. Petrum Aloysium Praenestinum,Венеція 1592 (збірка, для якої Азола був ініціатором та редактором)
  - мадригал на 6 голосів у Il trionfo di Dori, Венеція 1592 (німецька версія Triumphi de Dorothea… das ist geistliches musicalisches Triumph-Cräntzlein, Ляйпціг 1619
  - духовний мадригал на 5 голосів у Delli pietosi affetti del… Padre D. Angelo Grillo… posti in musica da diversi,Венеція 1598
  - Missa primi toni,на 6 голосів у Selectissimarum missarum fiores,Антверпен 1599
  - мотет на 5 голосів у Hortus musicalis… Liber primus, Павія 1606
  - мотет на 6 голосів, перекладений німецькою в Musicalische Streitkrdntzlein,Нюренберг 1612
  - 2 мадригали на 6 голосів в Il Parnaso, madrigali de diversi eccellentissimi musici,Антверпен 1613
  - 3 мотети на 8 голосів у Promptuarii musici… pars tertia,Стразбург 1613

У різних європейських бібліотеках також зберігаються манускрипти з іншими творами Азоли.